# 上越タイムス
上越タイムス（じょうえつタイムス）は、株式会社 上越タイムス社が新潟県上越市と妙高市を対象として刊行している、日刊の地域紙。

## 概要
上越タイムス社は、糸魚川市でも日刊紙の糸魚川タイムスを発行している他、首都圏など地域外の読者へ郵送される月刊紙として月刊上越も刊行している。
なお、同じ上越市内に本社を置き、株式会社デジコロが運営するニュースサイト「上越タウンジャーナル」とは無関係である。また、2013年には電子版の配信も始めている。

## 歴史
前身となった日刊上越新聞（にっかんじょうえつしんぶん）は、1980年4月20日創刊のブランケット判の日刊紙であったが、経営難が続き、1990年2月2日に受け皿会社として設立された上越タイムス社に営業権を譲渡し、同年9月1日からは上越タイムスが新たに創刊される形で事業を継承した。
1997年夏に印刷設備を更新し、9月1日からは判型をタブロイド判に改めるとともにカラー印刷を導入した。1999年7月には、それまで休刊日だった月曜日に特別編集版を発行する形で、週7回刊とし、さらに2002年4月1日からは、月曜日も通常紙面化して完全日刊体制を確立した。
1999年に社長に就任した大島誠は、政治、経済や、事件記事の比重を減らし、ヒューマンインタレスト記事を積極的に取り上げ、さらに紙面の一部の編集を丸ごとNPO法人に任せるなど、「従来のジャーナリズムにこだわらない」紙面改革を進め、就任時に6,700部から7,000部程度であった部数を、2009年には2万部の水準にまで増やした。
それまで糸魚川市と西頚城郡を対象とした記事は上越タイムスの１ページでしかなかったが、糸魚川市の有力者による後押しもあり2002年6月1日に、糸魚川市と西頸城郡を対象とする日刊紙、糸西タイムスを創刊した。西頚城郡が糸魚川市と合併したことで、紙名は後に糸魚川タイムスと改められた。